# Belzébuth

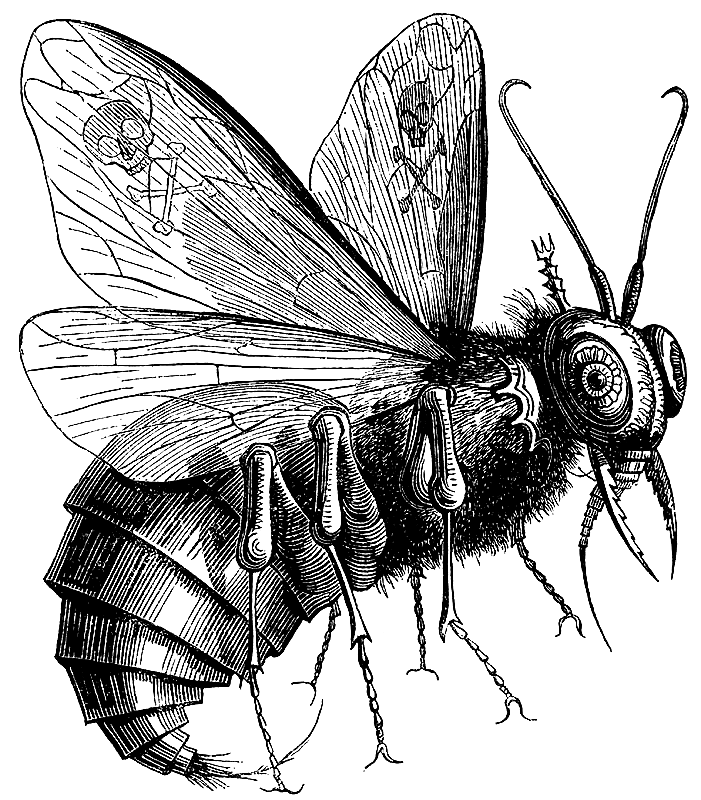
Belzébuth, planche issue du Dictionnaire infernal (Paris, 1863).

Belzébuth ou Beelzebul (hébreu : בעל זבוב, Baʿal Zəbûb ; arabe : بعل الذباب, Ba‘al adh-Dhubāb ; grec : Βεελζεβούβ, Beelzeboúb ; latin : Beelzebūb : Seigneur des mouches, ou de tout ce qui vole) est un démon du monde sémite vraisemblablement vénéré à Éqrôn (ou Accaron). Dans des sources principalement bibliques et postérieures aux textes vétéro-testamentaires, Belzébuth est un démon et un des princes couronnés de l'Enfer. Les Philistins anciens l’adoraient sous le nom de « Baal-Zebub ».

## Étymologie
Baal, appellation commune pour les dieux dans les mondes philistins et phéniciens, signifie « maître » ou « propriétaire ». D'après la Bible, « Baal-Zebub » était une divinité adorée par les Philistins, des oracles. En ougaritique zbl b'l ars signifie prince, maître de la terre.
Pour Thomas Kelly Cheyne, le nom originel de la déité pourrait être Baal-Zebul, Zebul signifiant « élevé » ou « prince », et signifier quelque chose comme le « prince Baal » ou le « maître des princes » ou le « propriétaire de la haute demeure ». L'existence d'une divinité portant ce nom a été attestée, plus au nord, vers l'actuelle Syrie. Le nom originel aurait ensuite été transformé en Baal-Zebub.
Différentes hypothèses existent quant à l'origine et au sens de cette seconde partie du nom, Zebûb ou Zoubeb ou zboub, qui signifie « mouche » ou « moustique » ou « petit insecte ». L'hypothèse principale voit dans cette déformation une ironie consistant à pointer du doigt le nuisible et l’inutile, d’où le nom de « seigneur des mouches » pour s'en moquer et réduire l’importance des divinités païennes, les « Baal » cananéens, les maîtres, qui s’opposent à l’amour de Dieu.
Dans le même esprit, il a été proposé qu'il s'agirait d'une variante de Zabal, « fumier » ; la divinité serait alors nommée « seigneur du fumier », déformation donnée par les Israélites à un dieu ennemi, référence aux sacrifices qui lui sont faits, zabal portant le sens d'enfumer. Cette deuxième version est cependant contestée par les exégètes modernes.
Pour le théologien Jacques Ellul, il s'agit d'une habitude de la judéité antique que reflète le texte biblique de reprendre des aspects culturels du monde alentour, pour les détourner ou s'en moquer, ainsi selon lui Baal-Zebul, le chef des princes, devient Baal-Zebub, le seigneur des mouches, ou encore le taureau mythologique qui devient un simple veau d'or. Une dernière hypothèse possible est que Zebûl serait un nom de lieu disparu depuis.
Il existe plusieurs orthographes alternatives, quoique moins fréquentes, comme Baal-sébub, Baal-zébub, Baalzébuth, Béelzébub, Béelzébuth, Belzéboul, Belzébul, Belzébut, etc.

## Citations dans la Bible

### Ancien Testament
Le culte de Belzébuth est évoqué dans le deuxième livre des Rois dans la querelle qui oppose le roi Ochozias au prophète Élie. Dans cet épisode de la vie d'Élie, Belzébuth est une divinité païenne adorée à Éqron.
Étant tombé du balcon de son palais, Ochozias fait consulter Belzébuth (Béel-Zébub) pour savoir s'il guérira ; mais Dieu envoie Elie pour informer celui-ci qu'il sera puni pour avoir adoré un dieu païen. Ochozias envoie alors à deux reprises un groupe de soldats pour se saisir d'Elie et par deux fois, Dieu les fait périr. À la troisième fois, Dieu épargne les soldats qui s'en retournent et confirment au roi Ochozias la sentence prononcée par Elie à son encontre. Ochozias meurt et son frère Joram lui succède.

### Nouveau Testament
Le nom de Belzébuth apparaît à plusieurs endroits dans le Nouveau Testament et laisse entendre qu'au premier siècle le monde sémite tient Belzébuth comme le chef des démons. Un glissement sémantique s'est effectué entre les écrits vétéro-testamentaires et les Évangiles ; de divinité païenne, Belzébuth est maintenant considéré comme un démon. En effet, dans la bible les cultes offerts aux autres divinités sont considérés comme des cultes rendus aux anges déchus (et donc aux démons) qui se font adorer comme des dieux et dissimulent leurs véritables identités aux hommes pour les tromper et les détourner de Dieu.
Belzébuth est cité dans deux épisodes de la vie du Christ : le discours apostolique et la guérison d'un démoniaque sourd-muet.
- Dans le discours apostolique, Jésus envoie ses apôtres en mission. Il leur donne le pouvoir de guérison et d'exorcisme, et les exhorte à évangéliser. À cette fin, il partage un certain nombre de recommandations et d'encouragements, et les prépare à ce qu'ils soient persécutés, à ne pas craindre la persécution. Ainsi, le Christ leur fait comprendre que la manière dont ils seront traités sera similaire sinon plus grande que celle qu'il dut Lui-même endurer[6].

« Il suffit au disciple d'être traité comme son maître, et au serviteur comme son seigneur. S'ils ont appelé le maître de la maison Béelzébul, à combien plus forte raison appelleront-ils ainsi les gens de sa maison! Matthieu 10,25 »

- Dans l'épisode de la guérison d'un démoniaque sourd-muet, le Christ est en conflit avec les scribes et les pharisiens. L'évangile de Marc apporte cette précision : l'objet du conflit porte sur le respect du Sabbat ; en effet, le Christ guérissait, même le jour du Sabbat. Il guérit donc un démoniaque sourd-muet, et déclenche la vindicte des docteurs de la loi juive qui l'accusent d'être possédé par Béelzébuth, et de chasser les démons au nom de Béelzébuth. À ceci le Christ répond que seul l'Esprit Saint peut chasser des démons. Dans l'évangile de Luc, les pharisiens et les scribes exigent du Christ un prodige ; celui-ci leur répond qu'il ne leur donnera que le signe de Jonas, c'est-à-dire sa résurrection, trois jours après sa Passion[7].

« Si Satan est divisé contre lui-même, comment son royaume pourra-t-il subsister ? puisque vous dites que c’est par Belzébuth que je chasse les démons. Luc 11,18 »

## Démonologie

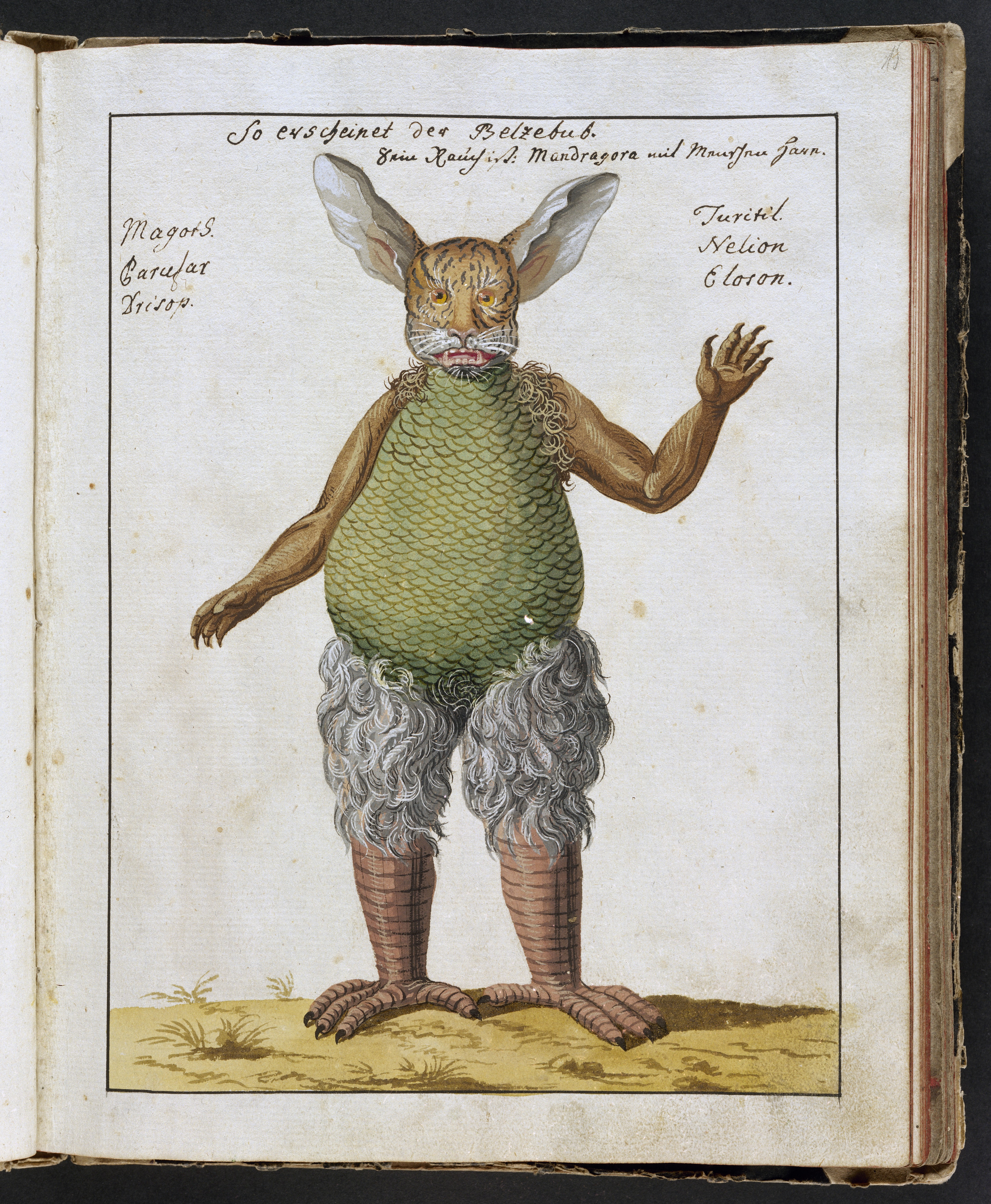
Une page du Compendium rarissimum totius Artis Magicae sistematisatae per celeberrimos Artis hujus Magistros représentant le démon Belzébuth avec des oreilles de lapin, un visage de tigre, un corps couvert d'écailles, des mains griffues et des pattes d'oiseau.

Les opinions divergent quelque peu concernant la place exacte de Belzébuth dans l'ordre infernal. Il pourrait être le Prince des démons et le chef suprême de l'empire infernal. Cette notion est reprise par sainte Françoise Romaine dans ses révélations, relatées dans son Traité sur l'Enfer : Belzébuth appartenait avant sa rébellion contre Dieu au chœur des dominations; depuis il a établi son pouvoir sur tous les crimes qu'enfante l’idolâtrie, et préside aux ténèbres infernales. Pour d'autres, il est un sous-prince, empereur des 666 légions infernales. Pour John Milton, il est premier en pouvoir et en crime après Satan. Le Grand Grimoire le mentionne également, lui attribuant le titre de prince, juste en dessous de Lucifer.
Belzébuth appartient à la première hiérarchie des mauvais Anges et fut jadis appelé dans le pays de Canaan « Seigneur des ordures » ou « Seigneur des mouches ». Il chassait en effet ces dernières des moissons qu'elles infestaient, et son temple s'en trouvait tout à fait libéré. Il est le fondateur d'un « Ordre des mouches » comportant plusieurs grades, dont il honore ses créatures les plus sales, les plus viles et les plus abjectes. On ignore cependant l'aspect qu'il prend devant ses adorateurs. Certains le comparent à une énorme mouche, d'autres le confondent avec Priape ou Bacchus.
Le Monarque des Enfers, dit Palingrène, est d'une taille prodigieuse, assis sur un trône immense, ayant le front ceint d'un bandeau de feu, la poitrine gonflée, le visage bouffi, les yeux étincelants, le sourcil élevé et l'air menaçant, il a les narines extrêmement larges et deux grandes ailes de chauve-souris sur ses épaules, il est « noir comme un Maure », il a deux pattes de canard, une queue de lion et de longs poils de la tête aux pieds. Quand il est en colère, il vomit des flammes et hurle comme un loup, enfin Astaroth apparaît à ses côtés, sous la forme d'un âne. Mais Belzébuth, peut tout aussi bien revêtir d'autres aspects qui peuvent même parfois, être séduisants, comme quand il devient Biondetta, forme voluptueuse mais redoutable de Belzébuth, capable de changer de sexe et d'apparence (animal, succube…).